# Tyler Bjorn
Tyler Bjorn (Montréal, 13 marzo 1970) è un velista canadese.

## Biografia
È figlio di Peter Bjorn e fratello di Kai Bjorn, entrambi velisti di caratura internazionale.
Ha rappresentato il Canada ai Giochi olimpici estivi di Londra 2012.